# Meir Tapiro
Meir Tapiro, né le 28 mars 1975 à Haïfa, en Israël, est un joueur puis entraîneur israélien de basket-ball. En tant que joueur, il évolue au poste de meneur ou d'arrière.

## Clubs
- 1993 - 1994 :  Maccabi Kiryat Motzkin (Leumit)
- 1994 - 1996 :  Hapoel Tel-Aviv (Super League)
- 1996 - 1998 :  Hapoël Eilat (Super League)
- 1998 - 2000 :  Maccabi Haïfa (Super League)
- 2001 - 2003 :  Hapoël Jérusalem (Super League)
- 2003 - 2004 :  Bnei Hasharon (Super League)
- 2004 - 2005 :  SLUC Nancy (Pro A)
- 2005 - 2007 :  Hapoël Jérusalem (Super League)
- 2007 - 2009 :  Bnei Hasharon (Super League)
- 2009 - 2010 :  Maccabi Rishon LeZion (Super League)
- 2010 - 2012 :  Maccabi Ashdod (Super League)
- 2012 - 2013 :  Hapoël Jérusalem
- 2013 - 2015 :  Ironi Nes Ziona
- 2015 - 2016 :  Maccabi Kiryat Gat

## Palmarès
- Vainqueur de la Semaine des As 2005
- Vainqueur de la Coupe d'Israël : 2007